# 坎卡基鎮區 (印地安納州拉波特縣)
坎卡基鎮區（英語：Kankakee Township）是位於美國印地安納州拉波特縣的一個行政鎮區。

## 地方資料
根據2010年美國人口普查的數據，坎卡基鎮區的面積為79.50平方千米，當中陸地面積為79.10平方千米，而水域面積為0.40平方千米。當地共有人口4830人，而人口密度為每平方千米60.75人。